# راینهارد هفنر
راینهارد هفنر (به آلمانی: Reinhard Häfner) بازیکن فوتبال و هافبک اهل آلمان شرقی بود که از سال ۱۹۷۱ میلادی عضو تیم ملی فوتبال آلمان شرقی بوده‌است. وی در ۵۸ بازی ملی حضور داشته و در بازی‌های ملی‌اش ۵ گل به ثمر رساند. راینهارد هفنر آخرین بازی ملی خود را در سال ۱۹۸۴ میلادی انجام داد.